# Riz Ahmed

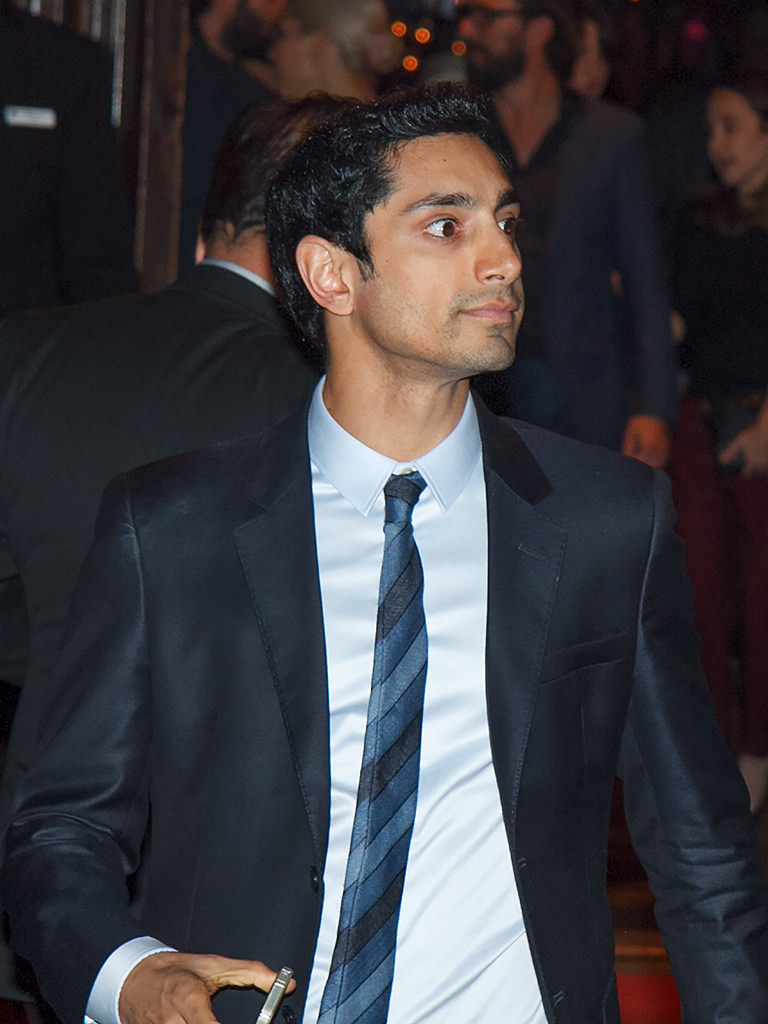
Riz Ahmed (2014)

Riz Ahmed, znany również jako Riz MC (ur. 1 grudnia 1982 w Londynie) – brytyjsko-pakistański aktor, scenarzysta, producent filmowy, reżyser i raper.
Nominowany do Oscara dla najlepszego aktora pierwszoplanowego i Złotego Globu dla najlepszego aktora w filmie dramatycznym za rolę Rubena Stone’a, perkusisty, który traci słuch w dramacie muzycznym Dźwięk metalu Sound of Metal (2019). Laureat nagrody Emmy za rolę oskarżonego o morderstwo Nasira Khana w miniserialu HBO Długa noc (The Night Of, 2016), za którą był też nominowany do Złotego Globu jako najlepszy aktor w serialu limitowanym lub filmie telewizyjnym.
Riz Ahmed wystąpił w m.in. filmach: Droga do Guantánamo (The Road to Guantánamo, 2006), Cztery lwy (Four Lions, 2010), Triszna. Pragnienie miłości (Trishna, 2011), Ill Manors (2012), Wolny strzelec (Nightcrawler, 2014), Jason Bourne (2016) i Łotr 1. Gwiezdne wojny – historie (Rogue One: A Star Wars Story, 2016).
W 2020 zadebiutował jako scenarzysta filmu Mogul Mowgli, który podczas Berlinale otrzymał nagrodę FIPRESCI.

## Filmografia
| Rok  | Tytuł filmu                       | Rola                | Rok  | Tytuł serialu | Rola          | Uwagi              |
| ---- | --------------------------------- | ------------------- | ---- | ------------- | ------------- | ------------------ |
| 2006 | Droga do Guantánamo (dokument)    | Shafiq              | 2006 | Berry's Way   | Amir          | film TV            |
| 2008 | Shifty                            | Shifty              | 2007 | Britz         | Sohail Wahid  | miniserial; odc. 2 |
| 2008 | Baghdad Express (krótki metraż)   | Talal               | 2008 | Wired         | Manesh Kunzru | miniserial; odc. 3 |
| 2009 | Krzyk mody                        | Vijay               | 2008 | Dead Set      | Riq           | odc. 5             |
| 2010 | Cztery lwy                        | Omar                | 2009 | Freefall      | Gary          | film TV            |
| 2010 | Centurion                         | Tarak               | 2016 | Długa noc     | Nasir Khan    | miniserial; odc. 9 |
| 2011 | Czarne złoto                      | Ali                 | 2016 | The OA        | Elias Rahim   | odc. 4             |
| 2011 | Triszna. Pragnienie miłości       | Jay                 | 2017 | Dziewczyny    | Paul-Louis    | odc. 2             |
| 2012 | Ill Manors                        | Aaron               |      |               |               |                    |
| 2012 | Uznany za fundamentalistę         | Changez Khan        |      |               |               |                    |
| 2013 | Układ                             | Nazrul Sharma       |      |               |               |                    |
| 2013 | Out of Darkness (krótki metraż)   | Male                |      |               |               |                    |
| 2014 | Wolny strzelec                    | Rick                |      |               |               |                    |
| 2016 | Jason Bourne                      | Aaron Kalloor       |      |               |               |                    |
| 2016 | Una                               | Scott               |      |               |               |                    |
| 2016 | City of Tiny Lights               | Tommy Akhtar        |      |               |               |                    |
| 2016 | Łotr 1. Gwiezdne wojny – historie | Bodhi Rook          |      |               |               |                    |
| 2018 | Bracia Sisters                    | Morris              |      |               |               |                    |
| 2018 | Venom                             | dr Carlton Drake    |      |               |               |                    |
| 2019 | Dźwięk metalu                     | Ruben               |      |               |               |                    |
| 2020 | Mogul Mowgli                      | Zed                 |      |               |               |                    |
| 2021 | The Long Goodbye (krótki metraż)  | Riz                 |      |               |               |                    |
| 2021 | Starcie                           | Malik Khan          |      |               |               |                    |
| 2023 | Nimona                            | Ballister Boldheart |      |               |               |                    |
| 2023 | To może boleć                     | Amir                |      |               |               |                    |